# Ingsttjärnarna
Ingsttjärnarna är en sjö i Rättviks kommun i Dalarna och ingår i Dalälvens huvudavrinningsområde. Sjön har en area på 0,064 kvadratkilometer och ligger 243,4 meter över havet.

## Delavrinningsområde
Ingsttjärnarna ingår i det delavrinningsområde (680320-146049) som SMHI kallar för Ovan Idån. Medelhöjden är 271 meter över havet och ytan är 12,95 kvadratkilometer. Räknas de 144 avrinningsområdena uppströms in blir den ackumulerade arean 1 091,94 kvadratkilometer. Orsälven (Oreälven) som avvattnar avrinningsområdet har biflödesordning 2, vilket innebär att vattnet flödar genom totalt 2 vattendrag innan det når havet efter 387 kilometer. Avrinningsområdet består mestadels av skog (72 procent) och sankmarker (10 procent). Avrinningsområdet har 0,13 kvadratkilometer vattenytor vilket ger det en sjöprocent på 1 procent.